# Троицко-Совхозное сельское поселение
Троицко-Совхозное се́льское поселе́ние — муниципальное образование в Троицком районе Челябинской области Российской Федерации. В рамках административно-территориального устройства муниципальное образование  соответствует административно-территориальной единице Троицко-Совхозный сельсовет.
Административный центр — посёлок Скалистый.

## История
Статус и границы сельского поселения установлены Законом Челябинской области от 28 октября 2004 года № 315-ЗО «О статусе и границах Троицкого муниципального района и сельских поселений в его составе»

## Население
| 2002  | 2010  | 2011  | 2012  | 2013  | 2014  | 2015  |
| ----- | ----- | ----- | ----- | ----- | ----- | ----- |
| 1989  | ↘1643 | ↘1641 | ↘1623 | ↘1546 | ↘1519 | ↘1484 |
| 2016  | 2017  | 2018  | 2019  | 2020  | 2021  |       |
| ↘1463 | ↘1449 | ↘1406 | ↘1362 | ↘1332 | ↘1295 |       |

## Состав сельского поселения
| № | Населённый пункт | Тип населённого пункта          | Население |
| - | ---------------- | ------------------------------- | --------- |
| 1 | Белоключевка     | посёлок                         | ↘258      |
| 2 | Искра            | посёлок                         | ↘107      |
| 3 | Крахалевка       | посёлок                         | ↘23       |
| 4 | Логовой          | посёлок                         | ↘152      |
| 5 | Садовый          | посёлок                         | ↘125      |
| 6 | Скалистый        | посёлок, административный центр | ↘599      |
| 7 | Снежково         | посёлок                         | ↘282      |
| 8 | Уйско-Санарский  | посёлок                         | ↘97       |